# منتخب ساو تومي وبرينسيب لكرة القدم
منتخب ساو تومي وبرينسيب لكرة القدم (بالبرتغالية: Seleção São Tomé e Príncipe de Futebol‏) هو المنتخب الوطني في ساو تومي وبرينسيب ويديره اتحاد ساو تومي وبرينسيب لكرة القدم. عضو في الاتحاد الأفريقي لكرة القدم. لم يسبق له المشاركة في كأس العالم أو كأس الأمم الإفريقية.

## سجل كأس العالم
- 1930 إلى 1990 - لم يشارك
- 1994 - انسحب
- 1998 - لم يشارك
- 2002 إلى 2006 - لم يتأهل
- 2010 - انسحب

## سجل كأس الأمم الأفريقية
- 1957 إلى 1998 - لم يشارك
- 2000 - لم يتأهل
- 2002 - لم يتأهل
- 2004 - انسحب
- 2006 - لم يتأهل
- 2008 - لم يشارك
- 2010 - انسحب
- 2012 - لم يشارك

## وصلات خارجية
- قائمة بيانات المنتخب من الموقع الرسمي للفيفا باللغة العربية